# Port lotniczy Wakkanai
Port lotniczy Wakkanai (IATA: WKJ, ICAO: RJCW) – port lotniczy położony 10 km na południowy wschód od Wakkanai, w prefekturze Hokkaido, w Japonii.